# Antonio Paolucci
Antonio Paolucci (Rímini, 29 de septiembre de 1939-Florencia, 4 de febrero de 2024) fue un historiador del arte italiano, quien se desempeñó como ministro de cultura de Italia y superintendente para el Polo museale fiorentino, además de haber sido director de los Museos Vaticanos en Roma durante más de 9 años.

## Biografía
Licenciado en Historia del Arte en 1964 con Roberto Longhi. Comenzó su carrera política en 1969 en el Ministero della Pubblica Istruzione (Ministerio de Educación) que hasta 1975 tuvo competencias que luego ejercería el recién creado Ministero dei Beni Culturali, acercándose al mundo de la gestión de la cultura. Después de 1980 desempeñó el cargo de superintendente primero en Venecia, Verona, Mantua y finalmente Florencia, donde fue superintendente del museo Opficio delle Pietre Dure, para pasar después a superintendente de los bienes artísticos e históricos, luego transformada en Soprintendenza Speciale per il Polo Museale Fiorentino y ser nombrado también director general de los bienes culturales y paseajísticos de la Toscana hasta 2006.
Por los méritos conseguidos en el ámbito de la actividad cultural, fue elegido académico ordinario de la prestigiosa Accademia delle Arti del Disegno de Florencia y académico de honor vitalicio de la Accademia Nazionale Virgiliana de Mantua.
A partir del 2007 y por encargo del ministro Francesco Rutelli, fue uno de los cuatro miembros expertos que, junto con Salvatore Settis, coordinaron las labores del Consiglio Superiore per i Beni Culturali e Paesaggistici.
De enero de 1995 a mayo de 1996, fue ministro de cultura nombrado por el primer ministro Lamberto Dini .
Después del terremoto que sacudió la región de Umbría y las Marcas en 1977, fue nombrado comisario extraordinario del gobierno para la restauración de la basílica de San Francisco de Asís en Asís.
Colaboró con diversos periódicos (Paragone, Il bollettino d'arte, Il Giornale dell'Arte, Il Sole 24 Ore, La Repubblica, La Nazione y Avvenire); publicó numerosas monografías de carácter histórico y dirigió y organizó numerosas exposiciones temporales de arte sobre el renacimiento italiano en Italia (como la de Forlí sobre Marco Palmezzano ) y fuera de Italia. Colabora asiduamente en el asesoramiento con salas de exposiciones temporales como la de la Scuderie del Quirinale en Roma.
Desde noviembre de 2007 ocupó el cargo de director de los Museos Vaticanos nombrado por el Papa Benedicto XVI, en sustitución del arqueólogo Francesco Buranelli que cesó en sus funciones en mayo de 2007. El 1 de enero de 2017, asumió en su lugar Barbara Jatta.
En noviembre de 2008 suscitó una viva polémica la elección, por parte del ministro de cultura italiano Sandro Bondi, de conferir a Mario Resca, economista, exadministrador de McDonald's y encargado de llevar a término la difícil administración del consorcio italiano Cirio, la prioridad en el asesoramiento y posterior dirección del proyecto de gestión y desarrollo de los museos italianos. En un primer momento el nombre que sonaba para el cargo era el de Antonio Paolucci, en el caso que se hubiesen seguido criterios de competencia técnica, en virtud de su consolidada y reconocida experiencia, también a nivel internacional.

## Publicaciones
- Il Battistero di San Giovanni a Firenze (1994)
- Michelangelo, le Pietà (1997)
- A. Paolucci, Museo Italia: diario di un soprintendente-ministro, Sillabe, Livorno,1996.
- A. Paolucci, Il laboratorio del restauro a Firenze, Istituto bancario San Paolo di Torino, 1986.
- A. Paolucci, Mille anni di arte italiana, Giunti, Firenze, 2006.

## Honores y condecoraciones

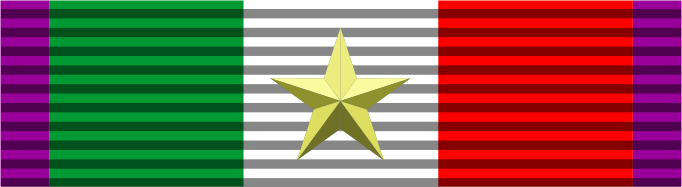
Medaglia d'oro ai benemeriti della cultura e dell'arte. Roma 13 de enero de 1997.